# Jeż
Jeż (Erinaceus) – rodzaj ssaków z podrodziny jeży (Erinaceinae) w obrębie rodziny jeżowatych (Erinaceidae).

## Rozmieszczenie geograficzne
Rodzaj obejmuje gatunki występujące w Europie i Azji (Rosja, wschodnia Chińska Republika Ludowa i Korea).

## Morfologia
Długość ciała (bez ogona) 158–306 mm, długość ogona 17–42 mm, długość ucha 16–30 mm, długość tylnej stopy 34–54 mm; masa ciała 526–1400 g.

## Systematyka
Rodzaj zdefiniował w 1758 roku szwedzki przyrodnik Karol Linneusz w 10. wydaniu Systema Naturae, publikacji swojego autorstwa traktującej o systematyce zwierząt. Na gatunek typowy Linnaeus wyznaczył (oznaczenie monotypowe) jeża zachodniego (E. europaeus).

### Etymologia
- Erinaceus (Herinaceus): łac. erinaceus ‘jeż’[9].
- Setiger: łac. setiger ‘szczeciniasty, noszący szczecinę’[10]. Gatunek typowy: É. Geoffroy Saint-Hilaire wymienieł trzy gatunki – Setiger inauris É. Geoffroy Saint-Hilaire, 1803 (nomen dubium), Setiger variegatus É. Geoffroy Saint-Hilaire, 1803 (= Erinaceus semispinosus G. Cuvier, 1798) i Erinaceus setosus Schreber, 1777 – nie wskazując typu nomenklatorycznego.

### Podział systematyczny
Do rodzaju należą następujące żyjące współcześnie gatunki:
| Grafika | Gatunek              | Autor i rok opisu      | Nazwa zwyczajowa | Podgatunki         | Rozmieszczenie geograficzne | Podstawowe wymiary                           | Status IUCN |
| ------- | -------------------- | ---------------------- | ---------------- | ------------------ | --- | -------------------------------------------- | ----------- |
|         | Erinaceus europaeus  | Linnaeus, 1758         | jeż zachodni     | gatunek monotypowy | zachodnia Europa na północ do Półwyspu Fennoskandzkiego, na wschód do północno-zachodniej Rosji, wiele wysp; introdukowany w Nowej Zelandii i Azorach                                          | DC: 21–24 cm DO: 2,4–3,2 cm MC: 0,5–1,2 kg   | LC          |
|         | Erinaceus roumanicus | Barrett-Hamilton, 1900 | jeż wschodni     | 5 podgatunków      | od środkowej i wschodniej Europy, Bałtyku i Półwyspu Bałkańskiego na wschód do zachodniej Syberii, na południe do Krety i północnego Kaukazu                                                   | DC: 21–31 cm DO: 2,4–3,1 cm MC: 0,6–1,2 kg   | LC          |
|         | Erinaceus concolor   | W. Martin, 1838        | jeż anatolijski  | gatunek monotypowy | Wyspy Egejskie i Turcja na wschód do południowego Kaukazu, północnego Iraku i północno-zachodniego Iranu, na północ do Lewantu (Libia, Syria, Izrael i Jordania)                               | DC: 20–26 cm DO: 2–3 cm MC: 0,5–1,5 kg       | LC          |
|         | Erinaceus amurensis  | Schrenk, 1859          | jeż amurski      | gatunek monotypowy | wschodnia Rosja (dorzecze rzeki Amur, na wschód od rzeki Zeja), Półwysep Koreański, środkowa i wschodnia Chińska Republika Ludowa (na południe do wschodniego Syczuanu i północnego Guangdong) | DC: 15,8–30 cm DO: 1,7–4,2 cm MC: 0,8–1,4 kg | LC          |

Kategorie IUCN:  LC  – gatunek najmniejszej troski.
Opisano również gatunki wymarłe:
- Erinaceus davidi Jammot, 1974[14] (Francja; plejstocen)
- Erinaceus lechei Kormos, 1934[15] (Węgry; pliocen)
- Erinaceus mongolicus Schlosser, 1924[16] (Chińska Republika Ludowa; miocen)
- Erinaceus olgai Yang Zhongjian, 1935[17] (Chińska Republika Ludowa; plejstocen)
- Erinaceus osztramosi Jánossy, 1972[18] (Węgry; plejstocen)
- Erinaceus samsonowiczi Sulimski, 1959[19] (Polska; pliocen)

## Jeż w kulturze
W kulturze od czasów starożytności rozpowszechnił się obraz jeża niosącego jabłko nabite na kolce. Nie ma on nic wspólnego z rzeczywistością, gdyż jeże są zwierzętami owadożernymi. Pierwszy taki obraz przedstawił Pliniusz Starszy w dziele „Historia naturalna”, twierdząc, jakoby jeże miały w ten sposób zbierać zapasy na zimę. W anonimowym tekście „Fizjolog” z II wieku jabłka zastąpiono winogronami i dodano chrześcijański morał – jeż kradnący owoce z winnicy jest alegorią diabła, pragnącego ukraść „owoce duszy”. Wersję z winogronami powtórzył Izydor z Sewilli w VII wieku w swoim dziele „Etymologie”.